# FC Thüringen Weida
FC Thüringen Weida is een Duitse voetbalclub uit Weida, Thüringen.

## Geschiedenis
De club werd op 1 april 1909 opgericht. De club was aangesloten bij de Midden-Duitse voetbalbonden speelde in de competitie van Osterland. Na de competitieherstructurering van 1933 kwalificeerde de club zich niet voor de nieuwe Gauliga Mitte. In 1936 promoveerde de club en werd meteen vicekampioen achter SV Dessau 05. De volgende seizoenen eindigde de club in de middenmoot. In 1939/40 eindigde de club samen met Dessau 05 op de tweede plaats achter 1. Jenaer SV 03. Twee seizoenen later degradeerde de club.
Na de Tweede Wereldoorlog werden alle Duitse voetbalclubs ontbonden. De club werd heropgericht als SG Weida en nam later de namen ZSG Textil, Industrie Weida en Fortschritt Weida aan. In 1958 promoveerde de club naar de derde klasse, maar degradeerde meteen weer. In 1976 promoveerde de club voor het eerst naar de DDR-Liga, de tweede klasse, en speelde daar tot 1982. Na één seizoen afwezigheid keerde de club terug maar omdat de tweede klasse van vijf naar twee reeksen ging moest de club opnieuw een stap terugzetten. In 1987 kon de club nog voor één seizoen terugkeren.
Na de Duitse hereniging werd op 1 juli 1990 opnieuw de historische naam aangenomen. In 1993 promoveerde de club naar de Thüringenliga voor vier seizoenen. In 2002 promoveerde de club hier weer naar en speelt er nog steeds. Sinds 2008 is de Thüringenliga de zesde klasse. In 2010 degradeerde de club naar de Landesklasse. In 2012 werden ze kampioen, maar verzaakte om financiële redenen aan promotie. In 2017 promoveerde de club dan toch. In 2022 werd de club kampioen van de Thüringenliga maar maakte opnieuw geen gebruik van haar promotierecht.

## Erelijst
Kampioen Osterland
1931, 1932